# Castell de Rialb
El castell termenat de Rialb és una fortificació situada a la part alta del poble de Rialp (nom oficial) o Rialb (grafia etimològica, l'única admesa i recomanada per l'Institut d'Estudis Catalans i les publicacions de caràcter acadèmic). Des del lloc on es bastí el castell es domina el riberal de la vall del riu Noguera Pallaresa i una part de la vall d'Àssua. És una obra declarada Bé Cultural d'Interès Nacional.

## Història
El castell podia haver estat, en un principi, una torre avançada del castell de Surp. En el llegat de Ramon Adalbert al monestir de Sant Serni de Tavèrnoles (any 1065), hi consta un alou «in castro Rialb», estructura defensiva de la vila closa emmurallada de Rialb. En un document de 1281, Ramon de Bellera jurà fidelitat al rei Pere II per aquest i altres castells de la vall. L'any 1352, els Bellera empenyoraren la Vall d'Àssua, incloent-hi la jurisdicció de Rialb, al vescomte de Castellbò. Aquest castell fou motiu constant de discussió; tot i estar dins els límits del comtat de Pallars, no pertanyia als comtes de Pallars, la qual cosa sempre generava conflictes a causa de l'ambició d'aquests nobles.
El 1435, Jaume de Bellera vengué la Vall d'Àssua i la Baronia de Rialb al comte Arnau Roger de Pallars, cedint l'alta justícia dels llocs dependents de la Vall d'Àssua a Joan I, comte de Foix. Aquest procedí a prendre'n possessió sense el consentiment del rei d'Aragó; en conseqüència, el sotsveguer de Pallars ocupà Rialb, la vall d'Àssua i altres llocs. Arnau Roger de Pallars, ajudat per mercenaris gascons del vescomte de Comenge i aliat amb altres nobles saquejà el castell i la vila de Rialb, entre d'altres.
L'any 1460, els Foix n'assoleixen la possessió definitiva. El 1493 el comte de Foix infeudà a Joan Xiberri «Matxicot», veguer del vescomtat de Castellbò, la castlania del castell de Rialb que fou el centre d'un dels cinc quarters del vescomtat de Castellbò. Joan Xiberri tenia l'obligació de reconstruir el castell i les muralles.
El 1512 Ferran el Catòlic, en guerra amb Foix, confiscà el vescomtat de Castellbò, Rialb i la vall d'Assua, fent-ne posterior donació a la seva muller Germana de Foix qui el 1528, vídua ja, hipotecà a carta de gràcia aquests dominis a Lluís Oliver de Boteller que el posseí com a feu reial fins al 1548 en que foren redimits per la Corona. A principis de segle xvii el castell estava ja en ruïnes. Fins a l'extinció dels senyorius el segle xix, fou del vescomtat de Castellbò.
Actualment és propietat de la Diputació de Lleida.

## Arquitectura
Construït directament sobre la roca i de planta rectangular, es conserven dues parets de pedra que formen l'angle del nord-est. Les mides són Tenen aproximadament uns 8 metres d'alçada i una llargada d'uns 9,5 metres, l'una, i 5 metres, l'altra. Per tant, estaríem parlant d'una planta rectangular d'uns 50 m² amb diversos nivells. El gruix és d'1,30 m a peu pla i 30 cm menys a la part alta. Actualment, té una alçada de 7 m. A la planta baixa s'observen una finestra esqueixada i amb forma d'espitllera al seu exterior al mur nord i dues més al mur est acabades en arc de mig punt. Al primer pis, n'hi ha tres més. Les mides són 125 cm d'amplada per 150 cm d'alçada a l'interior i 10 cm pr 70 cm a l'exterior.
Les pedres de llicorella d'aquesta fortificació, sense retocar i petites, són unides morter de grava i calç. Les finestres estan emmarcades per carreus escairats o ben tallats.
A uns 6 m cap al sud hi ha un pany de paret d'uns 4 m de llarg i un gruix de 118 que segurament es pot relacionar amb el castell. A la banda oposada hi havia el vall.